# Gaga (dios)
Gaga (𒀭𒂵𒂵; también romanizado como Kaka) era una deidad mesopotámica. Originalmente era venerada en la Mesopotamia superior como diosa curativa, pero más tarde llegó a ser considerada secundariamente como un dios mensajero masculino en Babilonia. El centro de culto más antiguo atestiguado de Gaga es Maškan-šarrum, ubicado en el sur de Asiria, aunque también era venerada en el reino de Mari, especialmente en Terqa. Aparece en numerosos nombres teofóricos de esta zona, con ejemplos acadios, amorreos y hurritas atestiguados. Ya en el período babilónico antiguo se la podía asociar con Ninshubur, y más tarde también con Papsukkal. Sin embargo, desarrolló una conexión con Gula, Išḫara y posiblemente también con Nisaba. La forma masculina de Gaga aparece como mensajero de Anu en la versión de Sultantepe del mito Nergal y Ereshkigal, y como mensajero de Ansar en Enūma Eliš. 

## Historia
Es enviado por Anshar al campo enemigo de Tiamat con el anuncio formal de la preparación para el combate de Marduk para defender la causa de los dioses. Gaga no se enfrenta directamente a Tiamat, sino que deja el mensaje a Lahmu y Lahamu:
Ve Gaga, mensajero (?), alegría de mi hígado,
Para Lahmu y Lahamu te enviaré.
Y el mensaje propiamente comienza:
Anshar, tu hijo. me ha enviado,
El deseo de su corazón me lo ha confiado.
Tiamat, nuestra madre está llena de odio hacia nosotros,
Con todas sus fuerzas está amargamente furiosa.
Gaga llega ante Lahmu y Lahamu y entrega el mensaje palabra por palabra.